# آشوت نرسیسیان (بازیگر)
آشوت پاولی «بارویری» نرسیسیان (ارمنی: Աշոտ Պավելի (Պարույրի) Ներսիսյան؛ ۴ اکتبر ۱۹۰۴ – ۲۱ مهٔ ۱۹۸۴) یک بازیگر اهل ارمنستان بود. وی بین سال‌های ۱۹۵۵ تا ۱۹۸۵ میلادی فعالیت می‌کرد.

## زندگی‌نامه
وی در ۴ اکتبر ۱۹۰۴ در گیومری به دنیا آمد و از فرهنگستان دولتی تئاتر سوندوکیان فارغ‌التحصیل گشت. وی در ۲۱ مهٔ ۱۹۸۴ در سن ۷۹ سالگی در ایروان درگذشت.

## گزیده فیلمشناسی
از فیلم‌ها یا برنامه‌های تلویزیونی که وی در آن نقش داشته‌است می‌توان به دزوری میرو در نقش گئورگ چاووش اشاره کرد.